# Lygodactylus methueni
Espèce
Statut de conservation UICN

 DD  : Données insuffisantes
Lygodactylus methueni est une espèce de geckos de la famille des Gekkonidae.

## Répartition
Cette espèce est endémique d'Afrique du Sud.

## Étymologie
Cette espèce est nommée en l'honneur de Paul Ayshford Methuen.

## Publication originale
- FitzSimons, 1937 : Three new lizards from South Africa. Annals of the Transvaal Museum, vol. 17, n. 4, p. 275-279 (texte intégral).